# Günther Scherfke
Günther Rudolf Scherfke (ur. 18 września 1908 w Poznaniu, zm. 25 stycznia 1973 w Waltrop) – polski piłkarz występujący na pozycji obrońcy lub pomocnika, trener.
Günther Scherfke rozpoczął karierę piłkarską w 1924 roku w Unii Poznań. Po roku zasilił juniorów Warty Poznań, zaś w sezonie 1927 został przesunięty do drużyny seniorów i grał w niej przez siedem lat. W barwach Warty zadebiutował 1 maja 1927 roku w wygranym 1:0 meczu z 1.FC Katowice, zaś pierwszą bramkę strzelił 26 sierpnia 1928 roku w zwycięskim 1:3 spotkaniu z Hasmoneą Lwów. W sezonie 1929 Scherfke zdobył z Wartą mistrzostwo, natomiast w sezonie 1928 wicemistrzostwo Polski. W sezonie 1927 i 1932 zajął z zespołem trzecie miejsce w tabeli na zakończenie rozgrywek ligowych. Po zakończeniu kariery został trenerem. W 1939 roku objął po rezygnacji Károly'ego Fogla funkcję szkoleniowca w Warcie i sprawował ją do momentu wybuchu II wojny światowej. Scherfke poprowadził drużynę w jednym ligowym spotkaniu. Kierowany przez niego zespół 20 sierpnia wygrał 5:2 z Ruchem Chorzów. Scherfke był absolwentem szkoły technicznej w Gdańsku. W maju 1936 roku uzyskał doktorat na uczelni w Berlinie. Był starszym bratem Fryderyka.

## Statystyki klubowe
| Sezon | Klub         | Liga   | Liga krajowa | Liga krajowa |
| ----- | ------------ | ------ | ------------ | ------------ |
| Sezon | Klub         | Liga   | Mecze        | Bramki       |
| 1927  | Warta Poznań | I Liga | 3            | 0            |
| 1928  | Warta Poznań | I Liga | 9            | 1            |
| 1929  | Warta Poznań | I Liga | 22           | 0            |
| 1930  | Warta Poznań | I Liga | 20           | 1            |
| 1931  | Warta Poznań | I Liga | 18           | 0            |
| 1932  | Warta Poznań | I Liga | 17           | 1            |
| 1933  | Warta Poznań | I Liga | 11           | 1            |
| Razem | Razem        | Razem  | 100          | 5            |

## Sukcesy

### Warta Poznań
- Mistrzostwo Polski w sezonie 1929
- Wicemistrzostwo Polski w sezonie 1928
- Trzecie miejsce w mistrzostwach Polski (2 razy) w sezonach: 1927 i 1932